# Mecitözü (district)
Mecitözü is een Turks district in de provincie Çorum en telt 20.689 inwoners (2007). Het district heeft een oppervlakte van 951,1 km². Hoofdplaats is Mecitözü.
De bevolkingsontwikkeling van het district is weergegeven in onderstaande tabel.
| 1997   | 2000   | 2007   |
| ------ | ------ | ------ |
| 29.418 | 26.064 | 20.689 |